# Pascual Morales y Molina
Pascual Morales y Molina (Jilotepec, Estado de México, 17 de mayo de 1876 - México, 22 de mayo de 1928) fue un abogado y político mexicano.
Fue Gobernador de los Estados Mexicanos de Chiapas (1919 - 1920) y Estado de México (1915 - 1916) y fue titular de la  Procuraduría General de la República de México (1916 - 1917).